# Dokaz zajedničkog porijekla
Dokaz zajedničkog porijekla živih bića otkrivali su tijekom mnogo godina znanstvenici koji rade u raznim poljima. Taj dokaz je demonstrirao i potvrdio pojavu evolucije i pružio obilje informacija o prirodnim procesima kojima se razvio raznovrsan i raznolik život na Zemlji. Taj dokaz potvrđuje modernu evolucijsku sintezu, trenutačnu znanstvenu teoriju koja objašnjava kako se i zašto život mijenja tijekom vremena. Evolucijski biolozi dokumentiraju dokaz zajedničkog porijekla: čineći provjerljiva predviđanja, ispitujući hipoteze i razvijajući teorije koje ilustriraju i opisuju njegove uzroke.
Usporedbom genskih sekvencija DNA mnogih organizama otkriveno je da filogenetski bliski organizmi imaju viši stupanj sličnosti sekvencije DNA od filogenetski daljih organizama. Daljnji dokaz zajedničkog porijekla potječe iz genskog detritusa poput pseudogenâ, regija DNA koje su ortologne nekom genu u srodnu organizmu, ali nisu više aktivne i čini se da prolaze kroz postojan proces degeneracije zbog kumulativnih mutacija.
Fosili su važni za procjenu razvoja raznih linija u geološkom vremenu. Budući da fosilizacija nije uobičajena pojava, obično zahtijeva čvrste dijelove tijela i smrt blizu mjesta gdje se sedimenti deponiraju, fosilni zapisi pružaju samo oskudne i intermitentne informacije o evoluciji života. Dokaz organizama koji su živjeli prije razvoja čvrstih dijelova tijela poput ljuštura, kostiju i zubi posebno je oskudan, no postoji u obliku drevnih mikrofosila, kao i otisaka raznih organizama s mekanim tijelom. Komaprativno proučavanje anatomije grupa životinja pokazuje strukturalna obilježja koja su fundamentalno slična ili homologna što demonstrira filogenetske i ancestralne odnose s drugim organizmima, pogotovo u slučaju usporedbe s fosilima drevnih izumrlih organizama. Rudimentarne strukture i usporedbe embrionalnog razvoja bitan su doprinoseći faktor u anatomskoj sličnosti u suglasnosti sa zajedničkim porijeklom. Budući da metabolički procesi ne ostavljaju fosile, istraživanje evolucije osnovnih staničnih procesa uvelike se provodi usporedbom fiziologije i biokemije postojećih organizama. Mnoge su linije divergirale u raznim stadijima razvoja, pa je moguće odrediti kada su se pojavili određeni metabolički procesi usporedbom crta potomaka zajedničkog pretka. Obrasci univerzalne biokemijske organizacije i molekularne varijance u svim organizmima također pokazuju direktnu korelaciju sa zajedničkim porijeklom.
Daljnji dokazi dolaze iz polja biogeografije jer evolucija sa zajedničkim porijeklom pruža najbolje i najpotpunije objašnjenje mnoštva činjenica koje se tiču geografske distribucije biljaka i životinja širom svijeta. To je posebno očito u polju otočne biogeografije. U spoju s teorijom tektonike ploča zajedničko porijeklo pruža način povezivanja činjenica o trenutačnoj distribuciji vrsta s dokazom iz fosilnih zapisa i time pruža logički konzistentno objašnjenje kako se distribucija živih organizama mijenjala tijekom vremena.
Razvoj i širenje antibiotički rezistentnih bakterija kao što je širenje forma biljaka i kukaca rezistentnih na pesticide pruža dokaz da je evolucija zbog prirodne selekcije proces u tijeku u prirodnom svijetu. Uz navedeno mogu se motriti primjeri odvajanja populacija vrsta u skupove novih vrsta (specijacija). Specijacija se motri direktno i indirektno u laboratoriju i u prirodi. Ovi mnogostruki oblici opisani su i dokumentirani kao primjeri individualnih modova specijacije. Štoviše, dokaz zajedničkog porijekla širi se iz izravnog laboratorijskog eksperimentiranja s umjetnom selekcijom organizama – povijesno i trenutačno – i ostalih kontroliranih eksperimenata koji uključuju mnoge teme u članku. Ovaj članak objašnjava različite tipove dokaza za evoluciju sa zajedničkim porijeklom uz mnoge specijalne primjere istih.

## Više informacija
- Ništa u biologiji nema smisla osim u svjetlu evolucije

## Preporučena literatura
- Biological science, Oxford, 2002.
- Clegg CJ. 1998. Genetics & evolution. J. Murray. London. ISBN 0-7195-7552-4
- Coyne, Jerry A. 2009. Why Evolution is True. Oxford University Press. New York. ISBN 978-0-19-923084-6
- Darwin, Charles November 24, 1859. On the Origin of Species by means of Natural Selection or the Preservation of Favoured Races in the Struggle for Life. London: John Murray, Albemarle Street. 502 pages. Reprinted: Gramercy (May 22, 1995). ISBN 0-517-12320-7
- Dawkins, Richard. 2009. The Greatest Show on Earth: The Evidence for Evolution. Bantam Press. ISBN 978-1-4165-9478-9
- Endler, John A. 1986. Natural selection in the wild. Princeton University Press. New Jersey. ISBN 0-691-08387-8
- Futuyma, D.J. 1998. Evolutionary Biology. 3rd ed. Sinauer Associates, Sunderland, Massachusetts. (dated 1998, published 1997) ISBN 0-87893-189-9
- Gigerenzer, Gerd. 1989. The Empire of chance: how probability changed science and everyday life. Cambridge University Press. Cambridge, UK. ISBN 0-521-33115-3
- Hill A, Behrensmeyer AK. 1980. Fossils in the making: vertebrate taphonomy and paleoecology. University of Chicago Press. Chicago. ISBN 0-226-04169-7
- Ho, YK (2004). Advanced-level Biology for Hong Kong, Manhattan Press. ISBN 962-990-635-X
- Martin RE. 1999. Taphonomy: a process approach. Cambridge University Press. Cambridge, UK. ISBN 0-521-59833-8
- Mayr, Ernst. 2001. What evolution is. Basic Books. New York. ISBN 0-465-04426-3
- Paul CRC, Donovan SK. 1998. The adequacy of the fossil record. John Wiley. New York. ISBN 0-471-96988-5
- Neil Shubin. 2008. Your Inner Fish:A Journey Into the 3.5 Billion-Year History of the Human Body. Random House, Inc. ISBN 978-0-375-42447-2
- Sober, Elliott. 2008. Evidence and Evolution: The logic behind the science. Cambridge University Press. ISBN 978-0-521-87188-4

## Vanjske poveznice
- National Academies Evolution Resources
- TalkOrigins Archive – 29+ Evidences for Macroevolution: The Scientific Case for Common Descent
- TalkOrigins Archive – Transitional Vertebrate Fossils FAQ
- Understanding Evolution: Your one-stop source for information on evolution
- National Academy Press: Teaching About Evolution and the Nature of Science  Arhivirana inačica izvorne stranice od 2. prosinca 2008. (Wayback Machine)
- Evolution — Provided by PBS.
- Evolution News from Genome News Network (GNN)
- Evolution by Natural Selection — An introduction to the logic of the theory of evolution by natural selection
- Howstuffworks.com — How Evolution Works
- 15 Evolutionary Gems